# تووچووک
تووچووک (به لاتین: Tłuchówek) یک منطقهٔ مسکونی در لهستان است که در Gmina Tłuchowo واقع شده‌است.